# Kanada
Kanada (en sànscrit: कणाद, Kaṇāda), també conegut com a Ulūka, Kashyapa, Kaṇabhaksha, Kaṇabhuj va ser un antic científic natural i filòsof indi que va fundar l'escola Vaixesika de filosofia índia que també representa la primera física índia.
Es calcula que va viure entre el segle vi i el segle ii aC, se sap poc de la seva vida. El seu nom tradicional «Kanada» significa «menjador d'àtoms», i és conegut per desenvolupar els fonaments d'un enfocament atomístic de la física i la filosofia en el text sànscrit Vaixesika Sutra (sànscrit: वैशेषिक सूत्र, Vaiśeṣika Sūtra), conegut també com a Sutres o Aforismes de Kanada.
L'escola fundada per Kanada explica la creació i l'existència de l'univers proposant una teoria atomista, aplicant la lògica i el realisme, i és una de les primeres ontologies realistes sistemàtiques conegudes en la història de la humanitat. Kanada va suggerir que tot es pot subdividir, però aquesta subdivisió no pot durar per sempre, i hi ha d'haver entitats més petites (paramanu) que no es poden dividir, que són eternes, que s'agreguen de diferents maneres per produir substàncies complexes i cossos amb identitats úniques, un procés que implica calor, i aquesta és la base de tota existència material. Va utilitzar aquestes idees amb el concepte d'Atman («ànima», «jo») per desenvolupar un mitjà no teista per al mokxa. Si es veuen des del prisma de la física, les seves idees impliquen un paper clar per a l'observador com a independent del sistema que s'està estudiant. Les idees de Kanada van influir en altres escoles de l'hinduisme, i al llarg de la seva història es van associar estretament amb l'escola Nyaya de filosofia hindú.
El sistema de Kanada parla de sis propietats (padārthas) que són anomenables i cognoscibles. Afirma que són suficients per descriure tot a l'univers. Aquestes sis categories són: dravya (substància), guna (qualitat), karmana (moviment), samaya (temps), visesa (particular) i samavaya (inherència). Hi ha nou classes de substàncies (dravya), algunes de les quals són atòmiques, altres no atòmiques i d'altres omnipresents.
Les idees de Kanada abasten una àmplia gamma de camps, i van influir no només en la filosofia, sinó possiblement en estudiosos d'altres camps com Charaka que van escriure un text mèdic que ha sobreviscut com a Charaka Samhita.

## Vida
El segle en què va viure Kanada no és clar i ha estat objecte d'un llarg debat. En la seva ressenya de 1961, Riepe afirma que Kanada va viure abans de l'any 300 dC, però l'evidència convincent per situar-lo amb fermesa en un determinat segle continua sent evitada.
Els Vaixesika Sutra esmenten escoles rivals de filosofia índia com la Samkhya i la Mimamsa, però no esmenten el budisme, cosa que ha portat els estudiosos en publicacions més recents a situar-lo al segle vi aC. El manuscrit Vaixesika Sutra ha sobreviscut fins a l'era moderna en múltiples versions i el descobriment de manuscrits més nous a diferents parts de l'Índia per Thakur el 1957 i Jambuvijayaji el 1961, seguit d'estudis d'edicions crítiques, suggereixen que el text atribuït a Kanada va ser sistematitzat i finalitzat en algun moment entre el 200 aC i l'inici de l'era comuna, amb la possibilitat que les seves doctrines clau fossin molt més antigues. Múltiples textos hindús datats als segles i i ii dC, com el Mahavibhasa i el Jnanaprasthana de l'Imperi Kuixan, citen i comenten les doctrines de Kanada. Les seves idees també s'esmenten en textos budistes atribuïts a Aśvaghoṣa del mateix període.
A la literatura jainista, se'l coneix com a Sad-uluka, que significa «l'Uluka que va proposar la doctrina de les sis categories». La seva filosofia Vaixesika apareix de manera similar amb noms alternatius, com ara «filosofia Aulukya» derivada del sobrenom Uluka (literalment «mussol», o «menjador de gra a la nit»). Kanada va tenir influència en les filosofies índies, i apareix en diversos textos amb noms alternatius com Kashyapa, Uluka, Kananda, Kanabhuk, entre d'altres.

## Idees
La física és fonamental per Kanada que considera que tot el que és cognoscible es basa en el moviment. La física és central en la seva comprensió de l'univers i també segueix els seus principis d'invariància. Per exemple, diu que l'àtom ha de ser esfèric, ja que hauria de ser igual en totes les dimensions. Afirma que totes les substàncies estan compostes per quatre tipus d'àtoms, dos dels quals tenen massa i dos no tenen massa.
Kanada presenta la seva obra dins d'un marc moral més ampli definint el Dharma com allò que provoca el progrés material i el bé màxim. Aquest sutra el segueix un altre que afirma que els Vedes s'han guanyat el respecte perquè ensenyen aquest Dharma, i al mateix temps també planteja que alguna cosa no és Dharma simplement perquè està en els Vedes.
Kanada i els primers estudiosos de Vaixesika es van centrar en l'evolució de l'univers per llei. Tanmateix, això no era inusual per a la seva època, ja que diverses primeres versions importants de les filosofies hindús com Samkhya, Nyaya, Mimamsa juntament amb les subescoles de Ioga i Vedanta, així com escoles no vèdiques com el jainisme i el budisme, tampoc no eren teistes. Kanada era un dels savis de l'Índia que creien en el potencial de l'home per entendre l'existència i arribar al mokxa pel seu compte, sense Déu, una noció dels antics indis resumida per Nietzsche com la creença que «amb la pietat i el coneixement dels Veda, res és impossible».
El text diu:
- Hi ha nou components de les realitats: quatre classes d'àtoms (terra, aigua, llum i aire), espai (akaixà), temps (kāla), direcció (disha), infinitat d'ànimes (Atman), ment (manas).[31]
- Cada objecte de creació està format per àtoms (paramāṇu) que al seu torn es connecten entre si per formar molècules (aṇu). Els àtoms són eterns i les seves combinacions constitueixen el món material empíric.
- Les ànimes individuals són eternes i impregnen els cossos materials durant un temps.
- Hi ha sis categories (padārtha) d'experiència: substància, qualitat, activitat, generalitat, particularitat i inherència.

Es donen diversos trets de les substàncies (dravya) com el color, el gust, l'olfacte, el tacte, el nombre, la mida, la separació, l'acoblament i el desacoblament, la prioritat i la posteritat, la comprensió, el plaer i el dolor, l'atracció i la repulsió i els desitjos. Així, la idea de la subdivisió es porta també a les categories analítiques, la qual cosa explica la seva afinitat amb Nyaya.

### Observacions i teories
Al cinquè capítol del Vaixesika Sutra, Kanada esmenta diverses observacions empíriques i fenòmens naturals com ara la caiguda d'objectes a terra, la pujada de les flames i la calor cap amunt, el creixement de l'herba cap amunt, la naturalesa de les pluges i les tempestes, el flux de líquids, el moviment cap a un imant entre molts altres, es pregunta per què succeeixen aquestes coses, i després intenta integrar les seves observacions amb les seves teories sobre els àtoms, les molècules i la seva interacció. Classifica els esdeveniments observats en dos: els causats per la voluntat i els causats per les conjuncions subjecte-objecte.
La seva idea de l'observador, és a dir, el subjecte, que és diferent de la realitat objectiva és completament coherent amb el Vedanta, que parla de la diferència entre el coneixement apara i para, on apara representa el coneixement associatiu normal mentre que para representa coneixement subjectiu més profund.

### El concepte deparamanu(àtom)
Kanada proposà que el paramanu (àtom) és una partícula indestructible de matèria. L'àtom és indivisible perquè és un estat en què no es pot atribuir cap mesura. Va utilitzar arguments d'invariància per determinar les propietats dels àtoms. També va afirmar que l'anu pot tenir dos estats: repòs absolut i estat de moviment.
Kanada va postular quatre tipus diferents d'àtoms: dos amb massa i dos sense. Se suposa que cada substància està formada pels quatre tipus d'àtoms. La concepció de l'àtom de Kanada probablement era independent del concepte similar entre els antics grecs, a causa de les diferències entre les teories. Per exemple, Kanada va suggerir que els àtoms com a blocs de construcció difereixen tant qualitativament com quantitativament, mentre que els grecs van suggerir que els àtoms difereixen només quantitativament però no qualitativament.